# Atualíssima
Atualíssima foi um programa de televisão brasileiro exibido pela Band de 2007 a 2008. Era exibido de segunda a sexta-feira das 15h às 16h30.

## História
O programa estreou em 18 de junho de 2007, substituindo o programa Pra Valer, com Ticiana Villas Boas apresentando as notícias e pautas de entretenimento e Leão Lobo falando sobre celebridades. No entanto um mês depois, em 30 de julho, Villas Boas foi substituída por Patrícia Maldonado, recém contratada da RecordTV. Paulo Sérgio Moraes, Carla Fioroni, Núbia Oliiver, José Vicente Bernardo, Juliana Camargo e Milene Ruiz condiziam as reportagens externas. Costumava dar 1 ponto na audiência. Em 17 de janeiro de 2008, Maldonado foi substituída por Rosana Hermann.
O cancelamento do programa, no final de 2008, acarretou a rescisão do contrato de Leão Lobo. A última edição do programa foi exibido no dia 26 de dezembro de 2008 e nunca mais voltou à programação da emissora após a grade do canal sofrer uma reformulação.